# Михаил Вурц
Михаил Вурц (на гръцки: Μιχαήλ Βούρτζης, арабски: Miḥā’īl al-Burdjī; ок. 930/35 – след 996) е водещ византийски военачалник от късния X век. Прославя се със своята роля в освобождаване на Антиохия от арабите през 969 г., когато превзема една от кулите на крепостта ѝ, която отбранява три дни срещу ожесточени арабски атаки до пристигането на подкрепления под командването на стратопедарх Петър Фока. Въпреки това попада в немилост при император Никифор II Фока. Възмутен от обидата, Вурц се присъединява към заговорниците, които убиват Фока няколко седмици по-късно. Вурц се появява отново в значителна роля в гражданската война между император Василий II и бунтовника Варда Склир, като сменя лоялността си между двата лагера няколко пъти. Въпреки това е назначен за дук на Антиохия от Василий, пост който държи до 995 г., когато е освободен поради провала си във войните срещу Фатимидите.